# Mrgashen
Mrgashen (en arménien Մրգաշեն) est une communauté rurale du marz de Kotayk, en Arménie. Elle compte 2 043 habitants en 2008.